# Schloss Veltheim
Das Schloss Veltheim ist ein Wasserschloss in Veltheim (Ohe) im östlichen Niedersachsen. Es entstand 1555 aus einer vermutlich im 12. Jahrhundert erbauten Wasserburg.

## Baubeschreibung

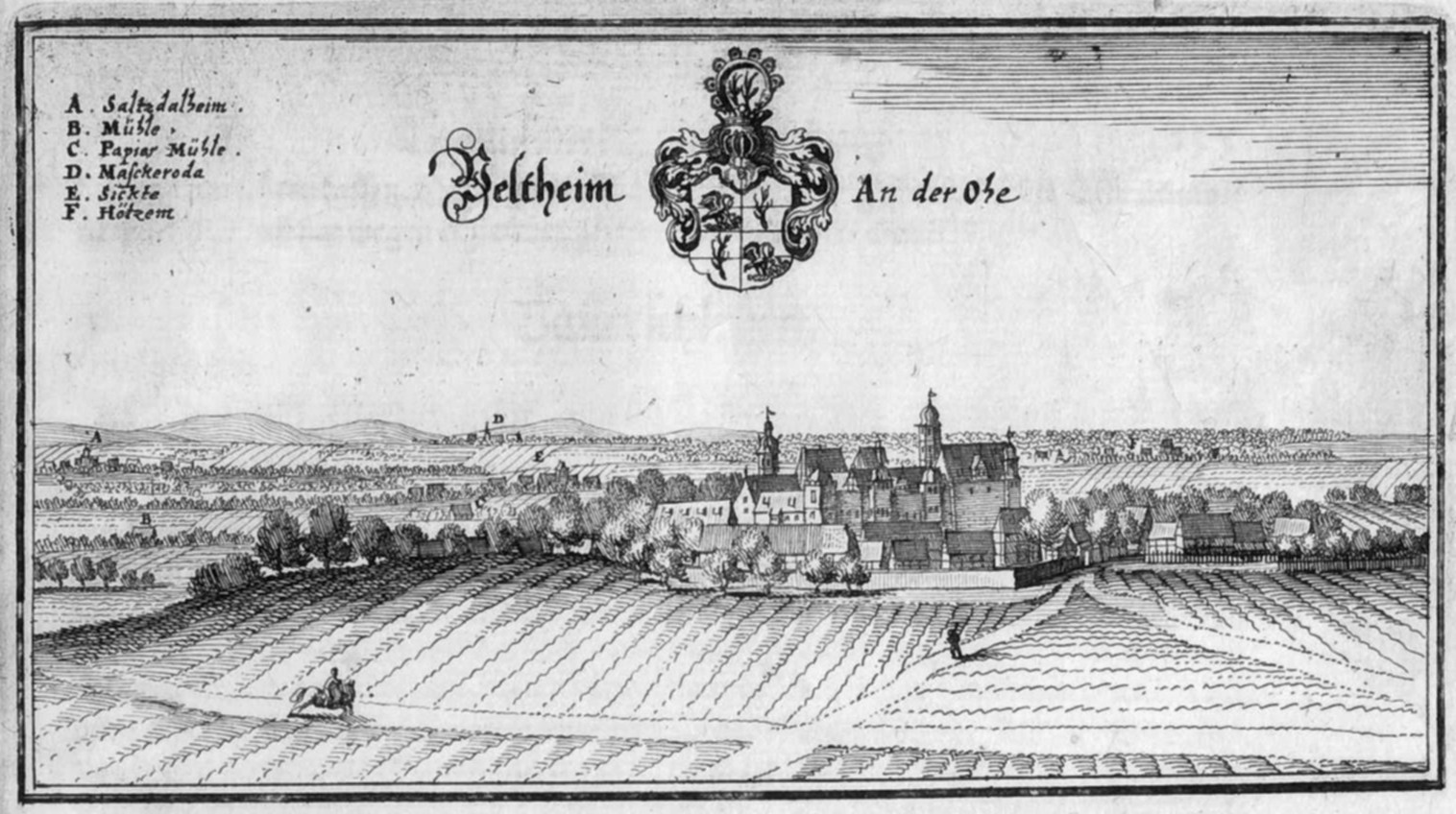
Veltheim um 1654/1658 auf einem Merian-Stich

Die Schlossanlage wurde durch Ernst von Honrodt 1555 mit einem rechteckigen Schlosshof errichtet, zu dem Wohn- und Nebengebäude zählten. Das zwei Stockwerke umfassende Hauptgebäude stellt den Nordflügel dar. Die Anlage war von einem Wassergraben umgeben, der ein Areal von 56 × 45 m umschließt und von einer Quelle im Nordosten gespeist wird. Der mächtige Burgturm an der Südostecke des Herrenhauses hat drei Stockwerke. Sein Schwibbogen überspannt den Wassergraben. An der Gebäudefassade sind verschiedene Inschriftensteine angebracht, die auf die Geschichte hinweisen. Dazu gehört ein Stein mit dem Wappen derer von Honrodt. Ein Stein mit der Inschrift Ernst von Honrode anno 1555 weist auf den Schlossumbau hin und ein Stein von 1579 könnte für das Erbauungsjahr des Eckturmes gesetzt worden sein.
Zwei Sandsteintafeln am Hauptgebäude weisen darauf hin, dass es von Ernst von Honrode anno 1564 sowie 1565 erbaut wurde. An der Nordseite des Schlosses liegt ein Park.

## Geschichte
Die vermutlich im 12. Jahrhundert entstandene Wasserburg Veltheim geht auf die 1160 erstmals urkundlich erwähnte Familie von Veltheim zurück. 1430 wurde die Burg von Braunschweiger Bürgern erheblich zerstört, die gegen die Behinderung ihrer Handelswege nach Osten kämpften. Um 1494 wurde die zerstörte Burg an die Familie von Honrodt verkauft. 1537 wurde Ernst von Honrodt vom Braunschweiger Herzog Heinrich der Jüngere mit der Burg, dem Gericht, dem Kirchenpatronat und den Waldungen belehnt. Er gestaltete die Wasserburg zwischen 1555 und 1579 in ein Schloss um. Als die Familie von Honrodt 1814 erlosch, erwarb die Familie Veltheim 1832 ihr Stammgut zurück. Sie war inzwischen in Bartensleben bei Helmstedt ansässig. Heute ist der Landwirt und Gutsbesitzer Alexander von Veltheim Bürgermeister der Gemeinde.

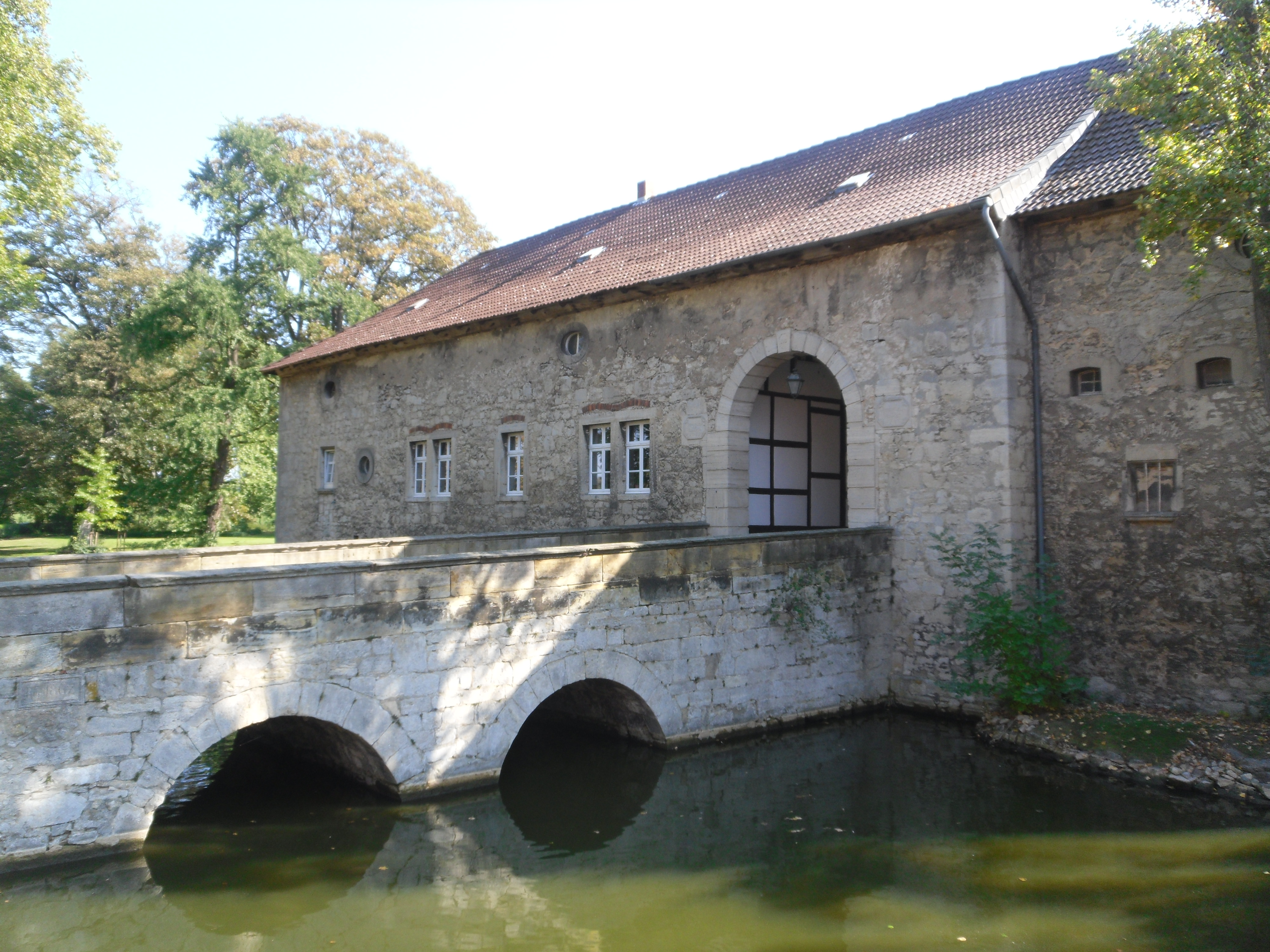
Torhaus
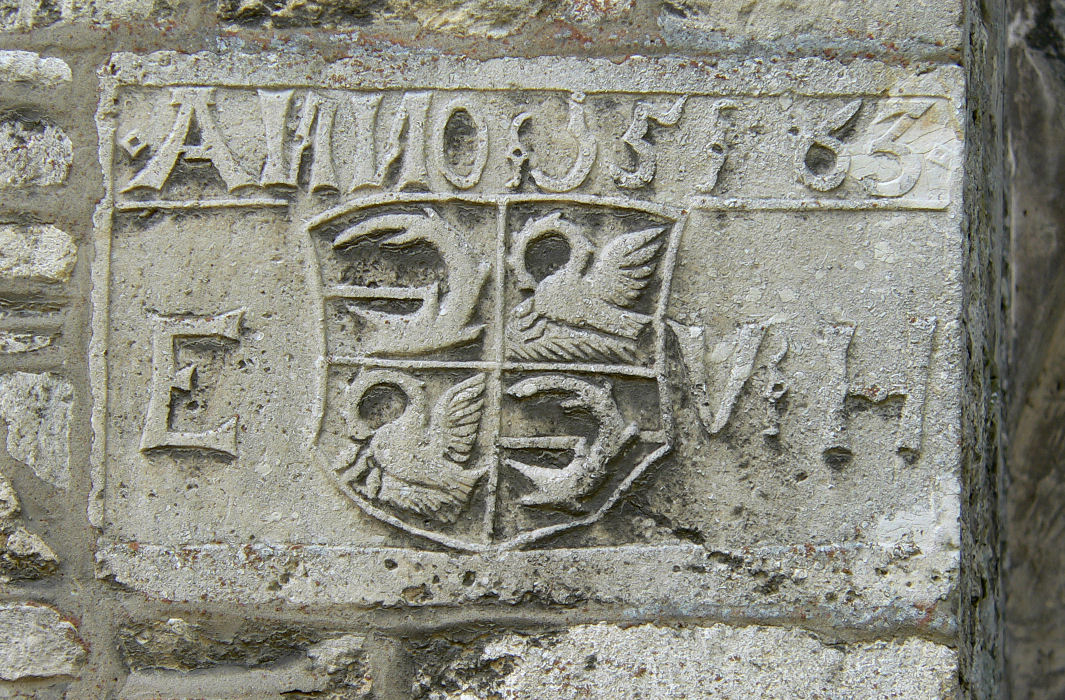
Inschriftenstein an der Gebäudefassade mit der Jahreszahl 1563